# Agathon Rwasa
Agathon Rwasa es un político de Burundi y el líder de las Fuerzas Nacionales de Liberación (FNL). Fue líder de la milicia hutu durante la guerra civil de Burundi.

## Biografía
Se ha reportado que es católico.
En junio de 2010, Rwasa pasó a la clandestinidad, alegando que se enfrentaba a arresto por supuestamente desestabilizar el país tras las elecciones locales. Sin embargo, el fiscal general de Burundi declaró que no hay justificación ni cargos contra Rwasa.
Rwasa se convirtió en el principal líder opositor durante la crisis política en Burundi de 2015. En las elecciones presidenciales de Burundi de 2015 quedó en segundo lugar con el 19 % de los votos. Desde fines de julio de 2015, se desempeña como vicepresidente de la Asamblea Nacional de Burundi. El 18 de marzo de 2024, el gobierno de Burundi toma nota de las decisiones del congreso extraordinario organizado por el Congreso Nacional por la Libertad, que ya no reconoce a Agathon Rwasa como principal líder del partido.